# Олуствере
О́луствере (эст. Olustvere) — посёлок в волости Пыхья-Сакала уезда Вильяндимаа, Эстония.
До административной реформы местных самоуправлений Эстонии 2017 года входил в состав волости Сууре-Яани.

## География и описание
Расположен в 5 километрах к северо-востоку от волостного центра — города Сууре-Яани — и в 19 километрах к северу от уездного центра — города Вильянди. Высота над уровнем моря — 83 метра.
Через западную часть посёлка проходит железная дорога Таллин—Вильянди; на ней расположен остановочный пункт Олуствере.
Климат умеренный. Официальный язык — эстонский. Почтовый индекс — 70401.

## Население
По данным переписи населения 2011 года, в Олуствере проживали 469 человек, из них 458 (97,7%) — эстонцы.
По данным переписи населения 2021 года, в посёлке проживал 451 человек, из них 426 (94,5 %) — эстонцы.
Численность населения посёлка Олуствере по данным переписей населения:
| Год  | 1959 | 1970   | 1979  | 1989  | 2000  | 2011  | 2021  |
| ---- | ---- | ------ | ----- | ----- | ----- | ----- | ----- |
| Чел. | 503* | ↘ 371* | ↗ 734 | ↗ 762 | ↘ 527 | ↘ 469 | ↘ 451 |

* Деревня Олуствере (эст. Olustvere küla)  и поселение Олуствере (эст. Olustvere asund)  вместе.

## История
Первое упоминание об Олуствере было в письме командора Феллина Ревельской ратуше 18 марта 1424 года (Olswer).
В 1979—1985 годах в Олуствере были проведены первые в Эстонии масштабные раскопки поселения железного века площадью около 16 000 квадратных метров, которое возникло не позднее первой половины 1-го тысячелетия (археологи A. Лави, M. Соколовский, В. Соколовский, В. Ланг).
В посёлке находится хорошо сохранившийся мызный ансамбль Оллустфер. Двухэтажное главное здание мызы в югендстиле было построено в начале 19-го столетия. 28 объектов мызы, включая парк, внесены в Государственный регистр памятников культуры Эстонии. На мызе работает музей.

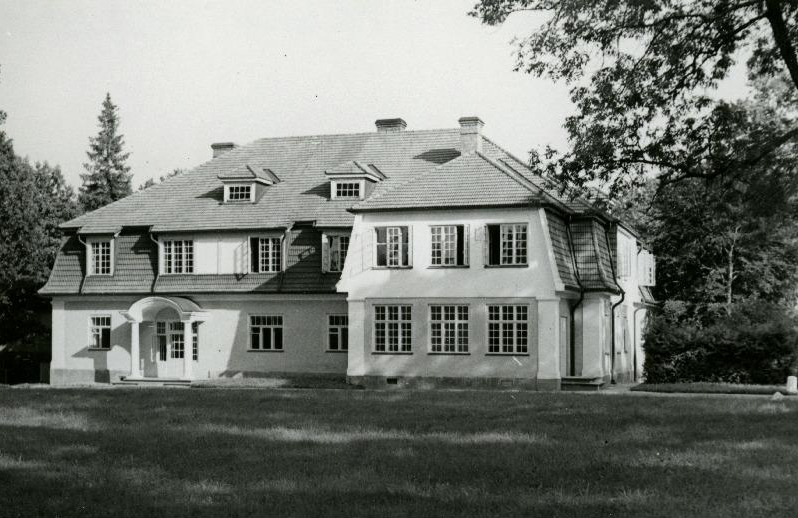
Сельскохозяйственная школа в бывшем доме управляющего мызой Оллустфер, 1940 год

В 1920 году с мызы Кыо на мызу Олуствере была переведена Эстонская Александровская средняя сельскохозяйственная школа (эст. Eesti Aleksandri Alampõllutöökeskkool). В 1964 году школа вошла в состав Олуствереского совхоза и стала носить название Олуствереский совхоз-техникум (эст. Olustvere Sovhoostehnikum). В 1992 году совхоз был ликвидирован и школу переименовали в Олустверескую высшую сельскохозяйственную школу (эст. Olustvere Kõrgem Põllumajanduskool). C 2000 года она стала называться Олуствереской школой обслуживания и сельской экономики (эст. Olustvere Teenindus- ja Maamajanduskool).
Селение Олуствере (эст. Olustvere asund), возникшее на землях мызы в 1920-е годы, после земельной реформы, располагалось к юго-востоку от мызы и в 1977 году было объединено с деревней Яска. Посёлок Олуствере (эст. Olustvere alevik) сформировался в  начале XX века возле железнодорожного вокзала. В 1970-е годы в окрестностях бывшей мызы образовалось поселение Олуствере  (эст. Olustvere asundus), также представлявшее собой отдельный населённый пункт, который в 1977 году был объединён с одноимённым посёлком. В том же году с посёлком Олуствере была объединена деревня Папиору, основанная в 1970 году.
В советское время посёлок входил в состав Олуствереского сельсовета. В посёлке работал совхоз-техникум, средняя численность работников которого на 1978 год составляла 284 человека.
В 1990–2005 годах посёлок Олуствере был административным центром волости Олуствере.

### Клады
При строительстве нового корпуса Олуствереского техникума в бывшем фруктовом саду мызы было обнаружено два клада. Один из них содержал 722 монеты периода VIII века — начала XII века. Во втором было 6849 монет периода второй половины XIII века — конца третьей четверти XIV века. Монеты были отчеканены в монетных дворах Таллина, Германии, Англии, Дании, Швеции, Венгрии, Аравии, Византии и других стран.

## Инфраструктура
В посёлке работают детский сад, основная школа, Олуствереская школа обслуживания и сельской экономики, библиотека и магазин торговой сети «Coop Eesti». Есть центр семейного врача.

## Галерея

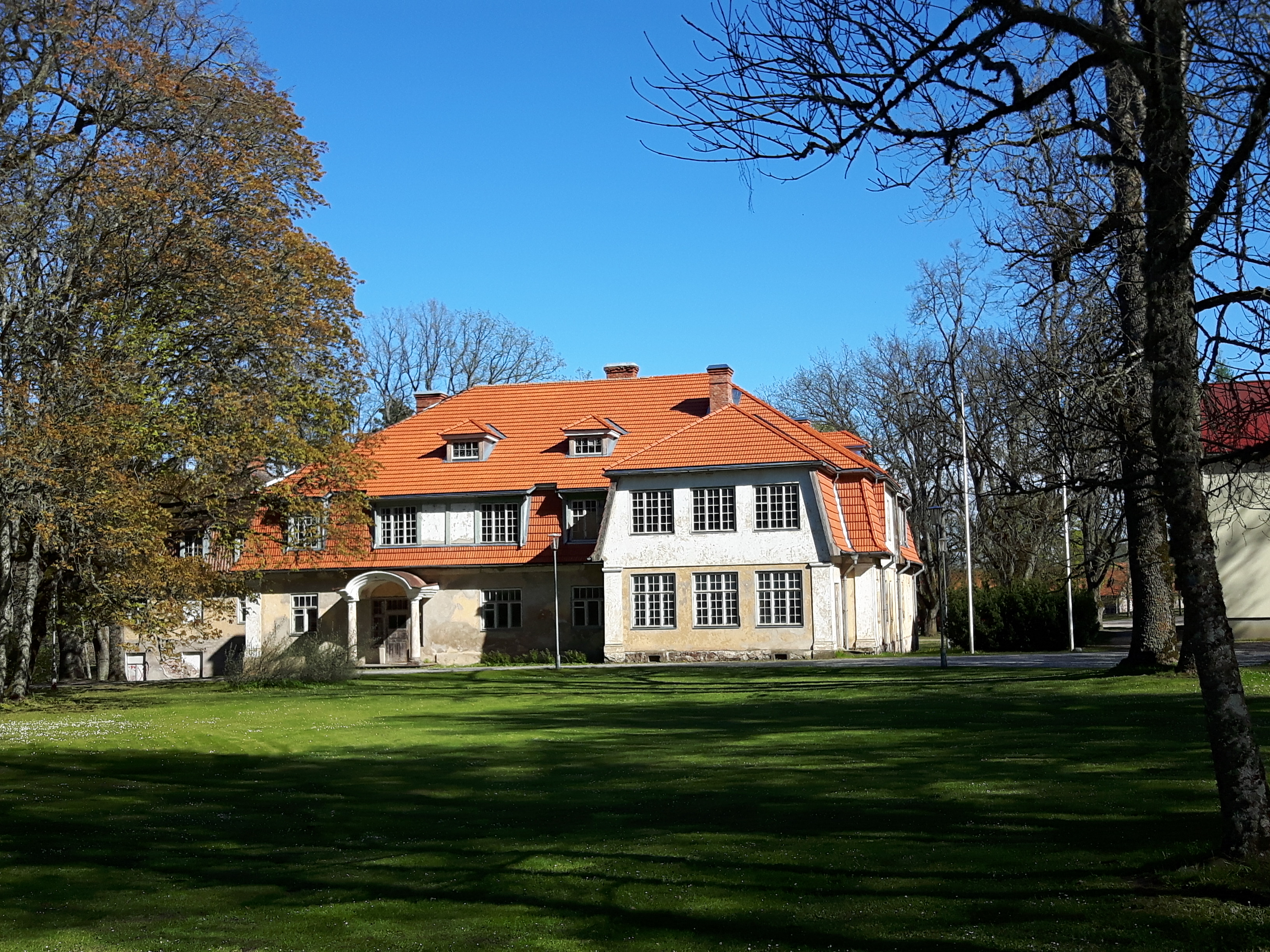
Дом управляющего мызой Олуствере
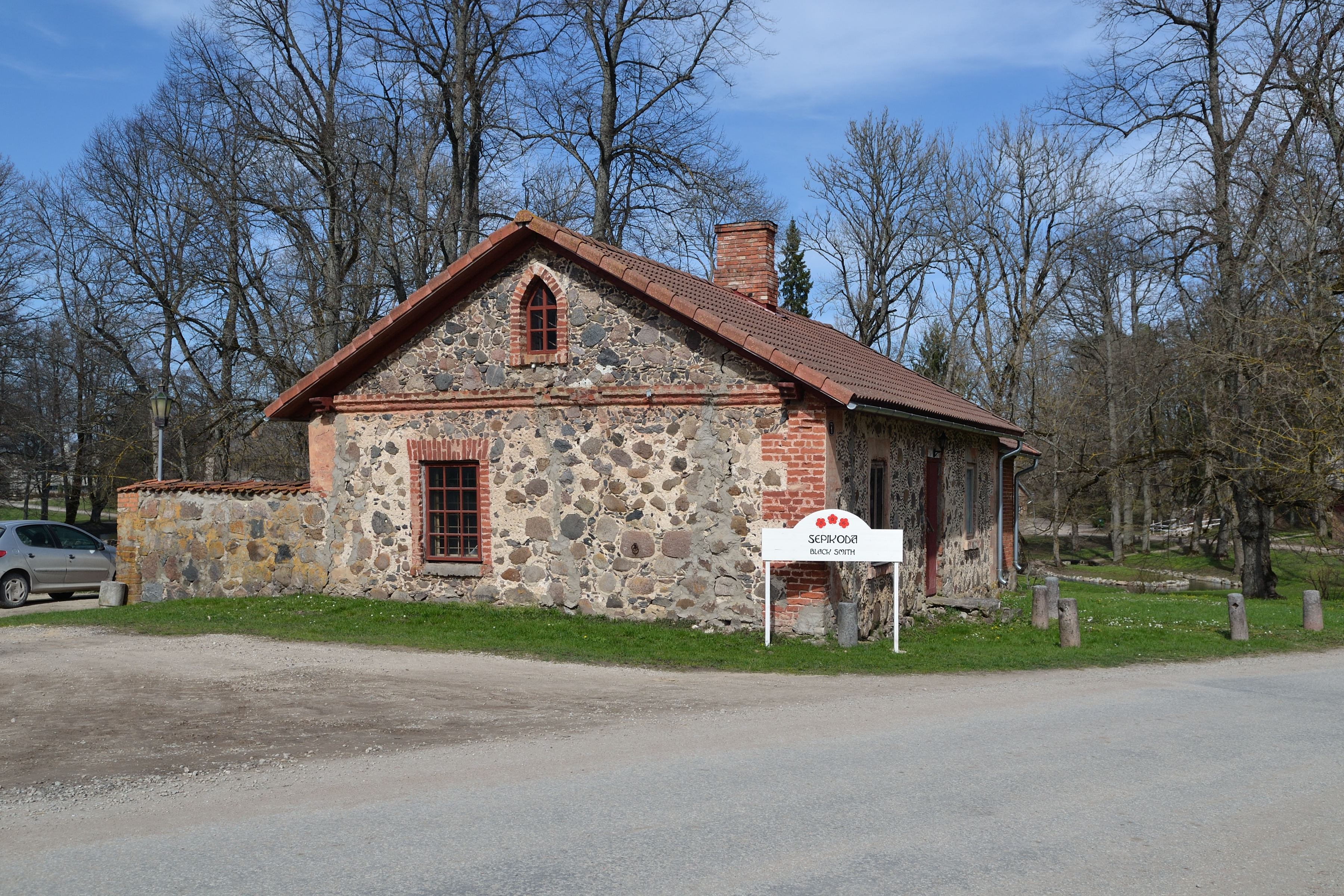
Кузница мызы Олуствере
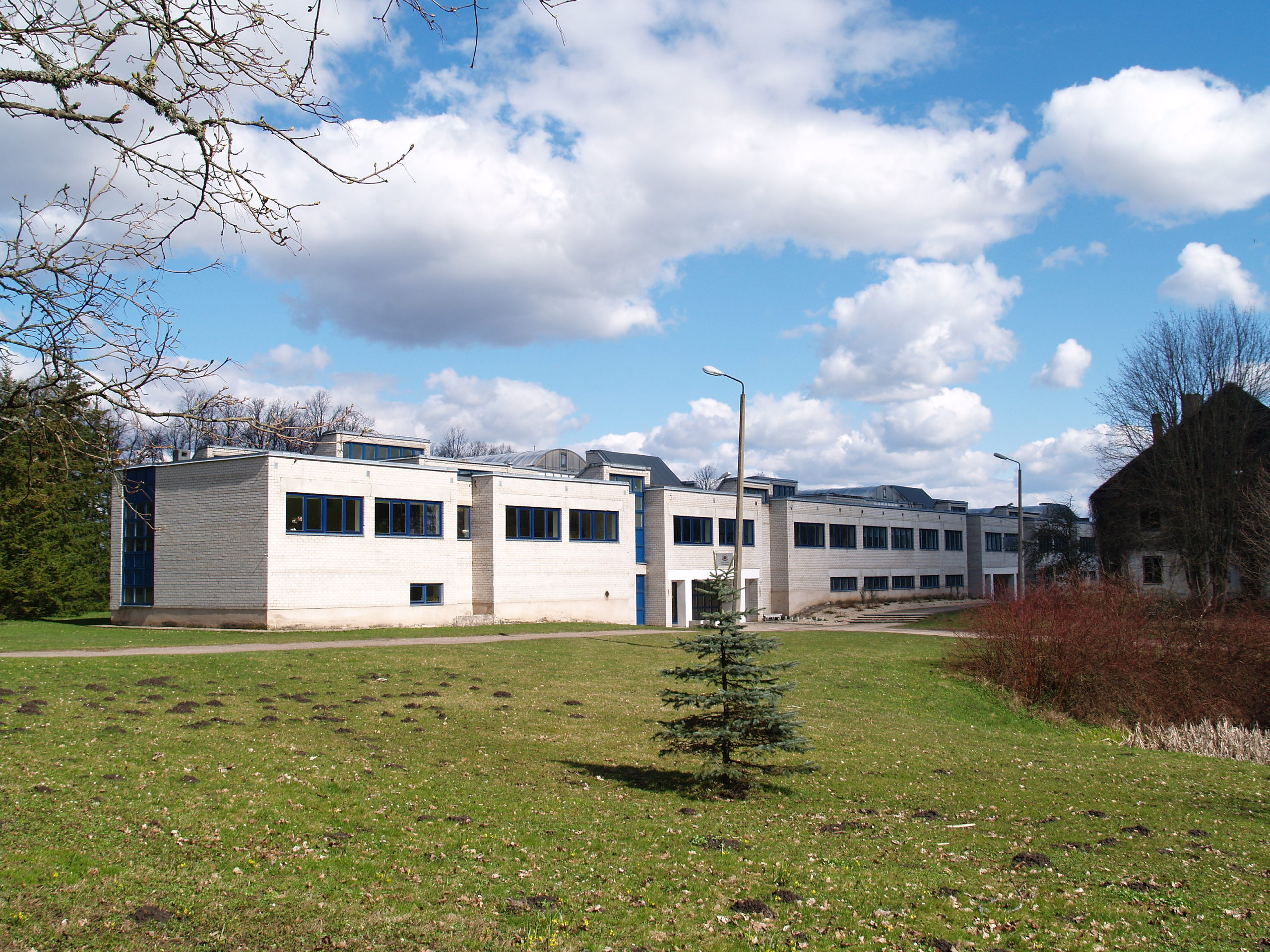
Олуствереская школа обслуживания и сельской экономики
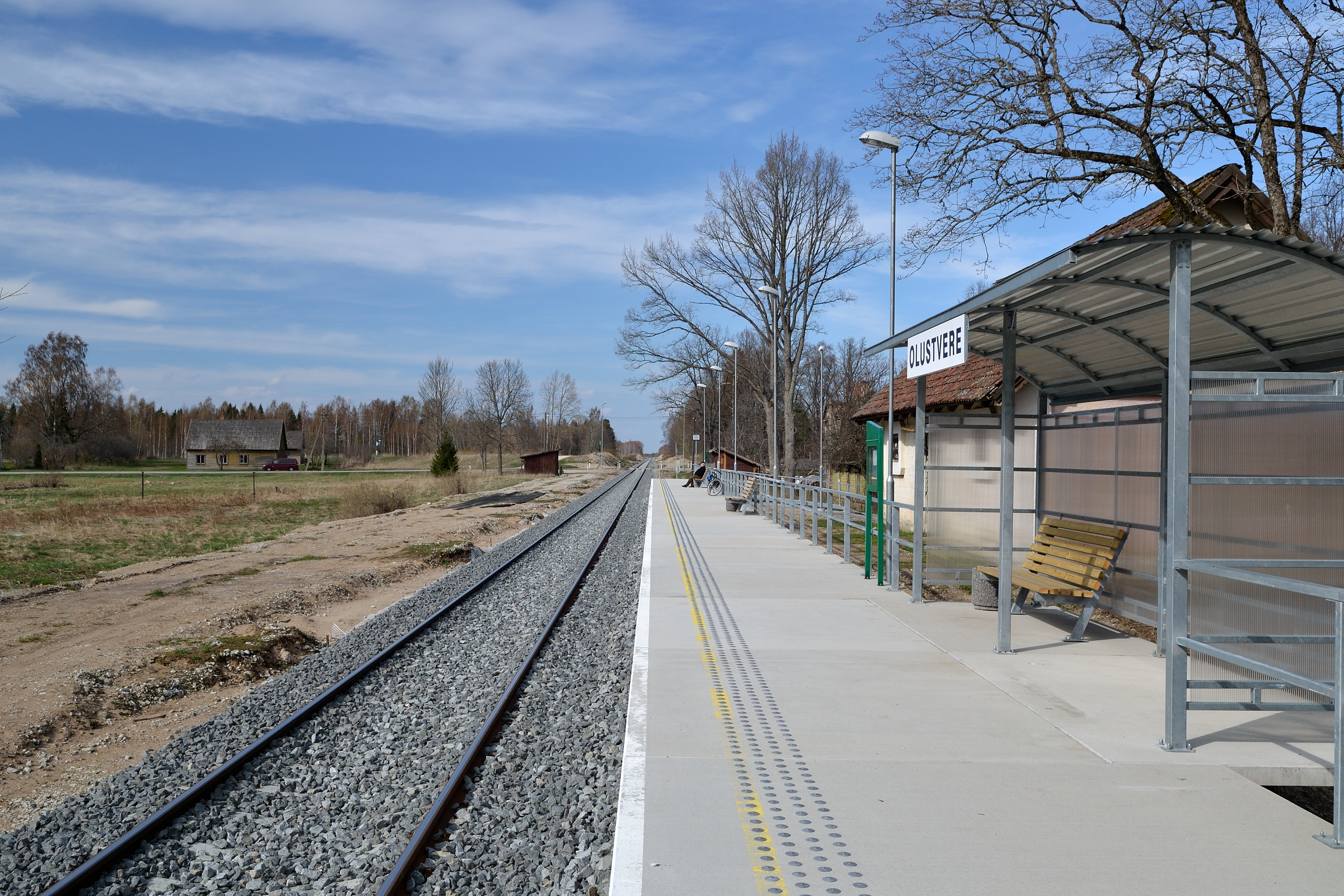
Железнодорожная остановка «Олуствере»